# 宫力
宫力（英語：Li Gong，1963年—），美籍华人，现任Linaro有限公司全球CEO。Linaro公司總部位於英國劍橋，专注于開發圍繞著Arm芯片體系的系统软件。

## 生平
在北京出生长大，在清华大学获得计算机科学的学士学位和硕士学位，并在英国剑桥大学获得计算机科学博士学位。拥有18项美国专利，合著过三本著作并由Addison Wesley和O'Reilly出版，发表过多篇技术文章，并在《自然》（Nature）杂志发表过5篇评论文章。1989年，他在1989 IEEE计算机安全年会中获最佳论文奖；1994年，宫力博士因杰出贡献获得IEEE Communications Society每年一度的Leonard G. Abraham大奖并被授予“IEEE技术文化领域最重要贡献”的评价。
职业生涯从研究员开始，主要专注于计算机系统、网络和信息安全领域。他曾担任ACM CSS，IEEE S&P以及IEEE CSFW的大会程序主席及大会主席。宫力博士曾是ACM TISSEC的编委和IEEE互联网计算的副主编。在进入公司之前，他最初在纽约Ithaca的Odyssey研究所工作，后前往加州Menlo Park的斯坦福国际研究院SRI的计算机科学研究室工作。宫力博士曾以访问学者身份在康奈尔大学和斯坦福大学工作，并曾在北京的清华大学担任过客座教授。
1996年加入Sun公司新成立的JavaSoft分部，担任Java首席安全架构师并设计了今天广泛使用的Java平台安全架构。被评为Sun杰出工程师，随后成为Java嵌入式服务器和JXTA的技术团队负责人。此外，他曾任国际标准组织OSGi的首任专家组主席并领导制定了OSGi 1.0规范。
2001年他在北京组建中国Sun工程研究院，担任院长，领导团队从事Solaris系统以及浏览器和OpenOffice等相关桌面应用软件的研发。
2005年加入微软公司任MSN中国总经理，期间领导北京和上海的团队，参与MSN提供的多项业务，包括Messenger、Hotmail、MSN Spaces、安全、移动、搜索以及广告平台和地图。
2007年加入Mozilla公司并在中国成立子公司北京谋智网络技术有限公司，担任董事长兼CEO。2011年，他在台北成立美商谋智台湾分公司并担任CEO。此后，他在Mozilla总部先后担任一系列高管职位，包括移动设备高级副总裁、亚洲运营总裁、首席运营官及全球总裁。
于2015年4月底离开Mozilla公司，创办明辨科技。还以创办人、投资人、以及顾问等身份参与了多个在美国硅谷和国内的创业项目。2007年至2009年期间，他曾担任美国风险投资公司Bessemer Venture Partners的投资合伙人和中国负责人。
2019年1月出任Linaro公司全球CEO。

## 荣誉
1989年博士生阶段获得IEEE Symposium on Security and Privacy的最佳论文奖。1994年荣获IEEE通讯学会颁发的年度大奖Leonard G. Abraham Prize。著有三部英文专著，获颁发18项美国专利。2003年，宫力博士被《互联网周刊》和新浪网联合评为“中国新经济人物”，同期被中国软件联合会授予“中国开源运动领袖奖”。2013年获得中国开源软件推进联盟颁发的“中国杰出开源人物”证书，并被《蓝狮子经理人》杂志评为2013年度杰出经理人。他长期担任清华大学校友总会理事会常务理事，并于2008年参与创办清华企业家协会并担任北京分会的创始主席。